# Songbird (film)
Pour les articles homonymes, voir Songbird (homonymie).
Pour plus de détails, voir Fiche technique et Distribution.
Songbird, ou Phénix au Québec, est un film américain réalisé par Adam Mason, sorti en 2020.
Produit par Michael Bay, il s'agit du premier film tourné à Los Angeles pendant la période de confinement aux États-Unis lors de la pandémie de Covid-19. Le film est d'ailleurs inspiré de cette pandémie et se déroule dans un futur où le virus a muté et les mesures de sécurités renforcées.

## Synopsis
En 2024, le monde est encore touché par la pandémie de Covid-19 à la suite de la mutation du SARS-CoV-2. Aux États-Unis, les personnes infectés sont arrachées de leurs domicile et envoyées de force dans des camps, surnommés les Q-Zones.
À Los Angeles, Nico, un coursier immunisé contre le virus par lequel il a été infecté dans le passé, est en relation avec Sara Garcia, une jeune artiste confinée à son domicile et interdite de tout contact avec l'extérieur. Quand Sara pense avoir été infectée, Nico décide de partir la sauver avant qu'elle ne soit envoyée dans un camp.

## Fiche technique
Sauf indication contraire, les informations mentionnées dans cette section peuvent être confirmées par la base de données cinématographiques IMDb,  présente dans la section « Liens externes ».
- Titre original et français : Songbird
- Titre québécois : Phénix
- Réalisation : Adam Mason
- Scénario : Adam Mason et Simon Boyes
- Décors : Jennifer Spence
- Costumes : Lisa Norcia
- Photographie : Jacques Jouffret
- Montage : Geoffrey O'Brien
- Musique : Lorne Balfe
- Production : Michael Bay, Marcei A. Brown, Jason Clark, Jeanette Volturno, Adam Goodman, Andrew Sugerman et Eben Davidson
- Sociétés de production : Invisible Narratives, Platinum Dunes et Catchlight Studios
- Société de distribution : STXfilms (États-Unis) / Metropolitan Filmexport (France)
- Pays d'origine :  États-Unis
- Langues originales : anglais
- Format : Couleur
- Genre : Thriller et science-fiction dystopique
- Durée : 90 minutes
- Date de sortie :
  - États-Unis, Canada et Québec : 11 décembre 2020 (vidéo à la demande)
  - France : 16 décembre 2020 (vidéo à la demande)
- Classification :
  - États-Unis : PG-13 (Déconseillé aux moins de 13 ans, accord parental fortement recommandé)

## Distribution
- K. J. Apa (VF : Gauthier Battoue ; VQ : Alexandre Bacon) : Nico
- Sofia Carson (VF : Daniela Labbé-Cabrera ; VQ : Célia Gouin-Arsenault) : Sara Garcia
- Craig Robinson (VF : Pascal Vilmen ; VQ : Fayolle Jean Jr.) : Lester
- Peter Stormare (VF : Gabriel Le Doze ; VQ : Manuel Tadros) : Emmett Harland
- Alexandra Daddario (VF : Kelly Marot ; VQ : Stéfanie Dolan) : May
- Demi Moore (VF : Marie Vincent ; VQ : Élise Bertrand) : Piper Griffin
- Paul Walter Hauser (VF : Christophe Lemoine ; VQ : Stéphane Rivard) : Michael « Dozer » Doze
- Bradley Whitford (VF : Nicolas Marié ; VQ : Jacques Lavallée) : William Griffin
- Elpidia Carrillo : Lita
- Ethan Josh Lee (en) : Giffords
- Lia McHugh (VF : Lou Dubernat) : Emma Griffin
- Michole Briana White (en) : Alice
- Paul Sloan (VF : Paul Borne ; VQ : Louis-Philippe Dandenault) : Boomer
- Lauren Sivan (VQ : Mélanie Laberge) : la commentatrice de nouvelles

 Source et légende : version québécoise (VQ) sur Doublage.qc.ca

## Production

### Genèse et développement
Durant les débuts de la pandémie de Covid-19 aux États-Unis, Adam Mason et Simon Boyes commencent à écrire un scénario inspiré des événements et présentent leurs idées au producteur Adam Goodman en mars 2020. Le 19 mai 2020, il est dévoilé que Michael Bay et Eben Davidson se joignaient à Goodman pour produire le projet et Adam Mason est engagé pour le réaliser.

### Attribution des rôles
En juin 2020, Demi Moore, Craig Robinson, Peter Stormare et Paul Walter Hauser rejoignent la distribution du film. Le mois suivant, Bradley Whitford, Jenna Ortega, K. J. Apa et Sofia Carson viennent compléter la distribution. Il est précisé que Apa et Carson incarneront les principaux protagonistes du film.
Avant le début du tournage, les acteurs ont répété à distance et ont été formés à tourner avec les différentes mesures de sécurités mise en place, la pandémie étant toujours en cours.

### Tournage
Le tournage du film débute le 8 juillet 2020, alors que la ville est en plein confinement. Il est interrompu par la SAG-AFTRA, qui accuse la production de ne pas avoir déclaré les mesures de sécurité mises en place lors du tournage ainsi que de ne pas avoir signé les accords adéquats. Finalement, le syndicat donne l'autorisation de reprendre le lendemain. Il s'est donc terminé le 3 août 2020, devenant le premier film tourné dans la ville depuis le début de la période de confinement.
Un protocole de sécurité avait été mis en place durant le tournage : l'équipe devait régulièrement faire des tests diagnostiques, être maximum 40 par jour de tournage, et les acteurs devaient rester séparés le plus possible.

## Sortie
En août 2020, STX Entertainment acquiert les droits de distribution du film via sa division STXfilms. La société annonce alors que le film sortira au cinéma en 2021. Néanmoins, en novembre 2020, elle annonce l'annulation de la sortie du film au cinéma et avance sa sortie au 11 décembre 2020 en vidéo à la demande.

## Accueil

### Critique
Avant même la sortie du film, la bande-annonce reçoit un accueil froid de la part des critiques et du public. Il est reproché au film d'exploiter la pandémie, encore en cours, et de romancer le sujet.